# Catochrysops caerulea
Catochrysops caerulea är en fjärilsart som beskrevs av Tite 1959. Catochrysops caerulea ingår i släktet Catochrysops och familjen juvelvingar. Inga underarter finns listade i Catalogue of Life.